# Roßdorf (Hesja)
Roßdorf – miejscowość i gmina w Niemczech, w kraju związkowym Hesja, w rejencji Darmstadt, w powiecie Darmstadt-Dieburg.

## Współpraca
Miejscowości partnerskie:
- Benátky nad Jizerou, Czechy
- Kindberg, Austria
- Lichtentanne, Saksonia
- Reggello, Włochy
- Roßdorf, Turyngia
- Vösendorf, Austria